# Józef Świtkowski
Józef Augustyn Świtkowski (ur. 15 maja 1876 w Tarnopolu, zm. 1 kwietnia 1942 we Lwowie) – polski parapsycholog, muzyk, fotograf, badacz i teoretyk fotografii, działacz i publicysta fotograficzny.

## Życiorys
Urodził się 15 maja 1876 w Tarnopolu. Ukończył gimnazjum we Lwowie. Studiował filozofię, prawo, chemię, matematykę i historię sztuki na Uniwersytecie Lwowskim. Od 1921 pracownik Uniwersytetu Lwowskiego, był wykładowcą fotografii. W 1931 przyjęty w poczet członków Fotoklubu Polskiego. Był członkiem rzeczywistym, członkiem Zarządu oraz (w latach 30. kilkakrotnie) prezesem Zarządu Lwowskiego Towarzystwa Fotograficznego. Prowadził samodzielne badania w zakresie optyki oraz różnych technik swobodnych (guma, pigment, przetłok bromoolejowy) osiągając doskonałe rezultaty. Do dzisiejszych czasów nie zachowała się żadna z jego prac w oryginale.
Był autorem podręczników fotograficznych w tym między innymi mającego kilka wydań Fotografia praktyczna do użytku amatorów i fotografów zawodowych, a także był autorem licznych artykułów ukazujących się w prasie fachowej w kraju i zagranicą. Współautor Polskiego Słownictwa Fotograficznego (1910).
Prezes Towarzystwa Parapsychicznego im. Juliana Ochorowicza we Lwowie. Autor licznych prac z zakresu parapsychologii w tym  między innymi Droga w światy nadzmysłowe (1922), Magnetyzm żywotny i jego właściwości lecznicze (1936, 1990), Okultyzm i magia w świecie parapsychologii (1939, 1991).
Zmarł 1 kwietnia 1942 we Lwowie. Pochowany na cmentarzu Łyczakowskim.

## Ordery i odznaczenia
- Złoty Krzyż Zasługi (31 stycznia 1939)[4][5]
- Krzyż Kawalerski Orderu Lwa Białego (Czechosłowacja, 1933)[6]

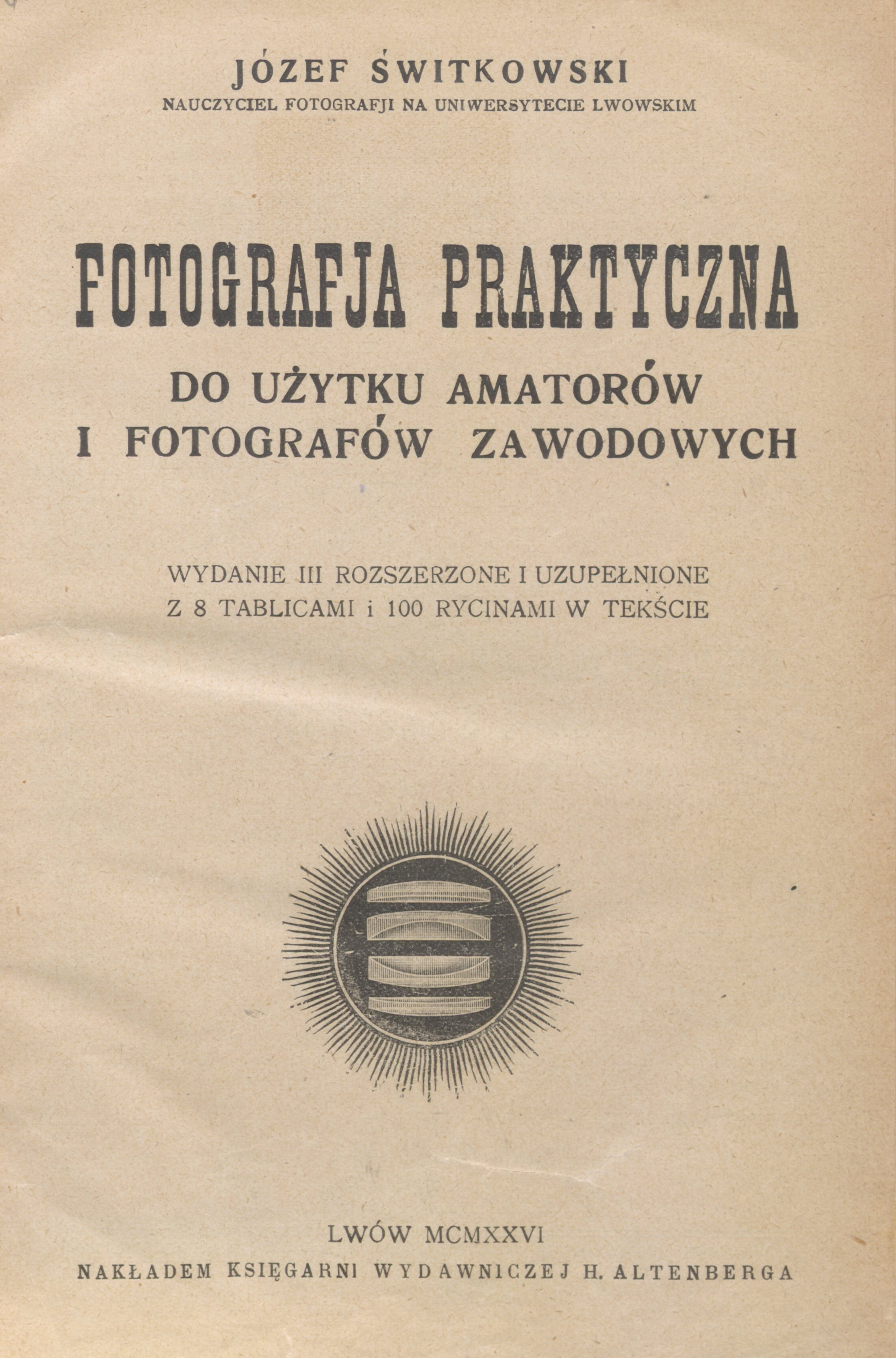
Fotografia praktyczna (1926)
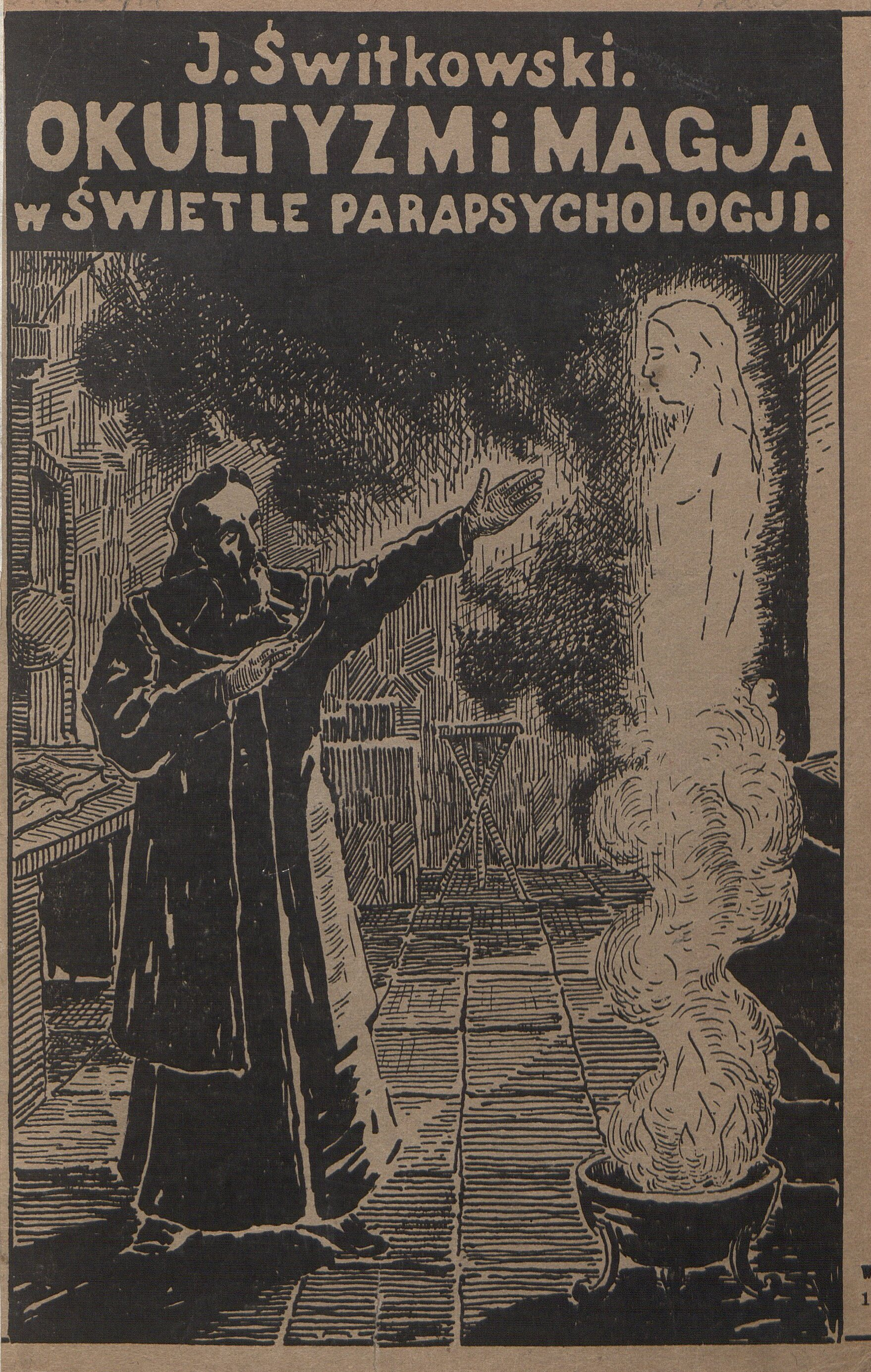
Okultyzm i magia w świetle parapsychologii (1939)